# Nkaanga lobata
Nkaanga lobata är en insektsart som beskrevs av Irena Dworakowska 1974. Nkaanga lobata ingår i släktet Nkaanga och familjen dvärgstritar.
Artens utbredningsområde är Kongo. Inga underarter finns listade i Catalogue of Life.